# Jenő Gáspár
Jenő Gáspár (* 19. Juni 1896 in Ungvár; † 2. Januar 1945 in Budapest) war ein ungarischer Hochspringer.
Bei den Olympischen Spielen 1924 in Paris wurde er Fünfter mit 1,88 m.
Sechsmal wurde er Ungarischer Meister (1915, 1919, 1920, 1923–1925). Seine persönliche Bestleistung von 1,93 m stellte er am 20. September 1925 in Budapest auf.